# マセナ郡区 (アイオワ州カス郡)
マセナ郡区は、アメリカ合衆国、アイオワ州、カス郡にある16の郡区の一つである。2000年の国勢調査で、人口は608人だった。

## 地理
マセナ郡区は、93.1km2で、Massenaが含まれる。
アメリカ地質調査所によると、この郡区はMassenaとSaint Patricksの2つの霊園が含まれる。